# Bonnevaux, Doubs
Bonnevaux là một xã trong vùng hành chính Franche-Comté, thuộc tỉnh Doubs, quận Pontarlier, tổng Mouthe. Tọa độ địa lý của xã là 46° 48' vĩ độ bắc, 06° 11' kinh độ đông. Bonnevaux nằm trên độ cao trung bình là 842 mét trên mặt nước biển, có điểm thấp nhất là 826 mét và điểm cao nhất là 1097 mét. Xã có diện tích 16.53 km², dân số vào thời điểm 2004 là 280 người; mật độ dân số là 17 người/km².

## Thông tin nhân khẩu
| 1962 | 1968 | 1975 | 1982 | 1990 | 1999 |
| ---- | ---- | ---- | ---- | ---- | ---- |
| 229  | 246  | 218  | 230  | 224  | 260  |